# Porcellionides schwencki
Porcellionides schwencki là một loài chân đều trong họ Porcellionidae. Loài này được Moreira miêu tả khoa học năm 1932.